# Vindeballe
Vindeballe är en tidigare tätort i Ærø kommun i Region Syddanmark i Danmark. Tätorten hade 204 invånare (2023). Före 2024 utgjorde Vindeballe en egen tätort, men invånarantalet har sedan dess sjunkit under 200 invånare. Den ligger på ön Ærø, cirka 4 kilometer sydväst om Ærøskøbing. Byn Tranderup, är sammanvuxen med Vindeballe och utgör den sydligaste delen av orten.